# NGC 3998
NGC 3998 је лентикуларна галаксија у сазвежђу Велики медвед која се налази на NGC листи објеката дубоког неба.
Деклинација објекта је + 55° 27' 14" а ректасцензија 11h 57m 55,9s. Привидна величина (магнитуда) објекта NGC 3998 износи 10,6 а фотографска магнитуда 11,6. Налази се на удаљености од 17,850 милиона парсека од Сунца. NGC 3998 је још познат и под ознакама UGC 6946, MCG 9-20-46, CGCG 269-25, PGC 37642.